# Campionati dei quattro continenti di short track
I Campionati dei quattro continenti di short track  sono una competizione sportiva annuale dei paesi non europei, sotto l'egida della International Skating Union (ISU).

## Partecipanti
Hanno preso parte alle competizioni le seguenti nazioni, tra parentesi è indicato il numero di edizioni a cui hanno preso parte.
- Argentina (1)
- Australia (2)
- Brasile (1)
- Canada (3)
- Colombia (1)
- Cina (3)
- Indonesia (1)
- Giappone (3)

- Kazakistan (2)
- Corea del Sud (3)
- Nuova Zelanda (2)
- Filippine (2)
- Singapore (2)
- Taipei cinese (1)
- Stati Uniti (3)

## Edizioni
| Anno | Nazione     | Luogo          |
| ---- | ----------- | -------------- |
| 2020 | Canada      | Montreal       |
| 2023 | Stati Uniti | Salt Lake City |
| 2024 | Canada      | Laval          |
| 2025 | Stati Uniti | Salt Lake City |

## Medagliere
| Posiz. | Nazione       | Oro | Argento | Bronzo | Totale |
| ------ | ------------- | --- | ------- | ------ | ------ |
| 1      | Corea del Sud | 16  | 6       | 8      | 30     |
| 2      | Canada        | 7   | 14      | 10     | 31     |
| 3      | Stati Uniti   | 4   | 4       | 5      | 13     |
| 4      | Cina          | 1   | 3       | 3      | 7      |
| 5      | Giappone      | 0   | 1       | 1      | 2      |
| 6      | Kazakistan    | 0   | 0       | 1      | 1      |
| Totale | Totale        | 28  | 28      | 28     | 84     |